# پاپ کلمنت پنجم
پاپ کلِمِنت پنجم یا پاپ کلِمان پنجم (به فرانسوی: Clément V) یا پاپ کلمنس پنجم (به لاتین: Clemens V) (۲۰ آوریل ۱۳۱۴ میلادی) یکی از پاپ‌های کلیسای کاتولیک رم بود که در فرانسه به دنیا آمد و از ۱۳۰۵ تا ۱۳۱۴ میلادی پاپ بود.

## حکومت
پس از درگذشت پاپ بونیفاس هشتم، تحت نفوذ فیلیپ چهارم، پادشاه فرانسه، به عنوان فردی فرانسوی با نام "کلمنت پنجم" جانشین او شد. کلمنت پنجم با نگرانی از انتقام‌جویی ایتالیایی‌ها از نقشی که فرانسوی‌ها در حوادثی که منجر به مرگ پاپ پیشین شده بود، به رم نرفت تا بر سریر آن تکیه بزند. با این حال ایتالیایی‌ها دلیل اصلی این مسئله را وجود معشوقه فرانسوی برای او که دختر کنت فوآ بود، می‌دانستند. سال ۱۳۰۷ در اوینیون در پروانس مستقر شد. پروانس با وجود این که رسما خراج‌گذار پادشاهی ناپولی بود اما در حوزه نفوذ فرانسه قرار داشت.